# Walter Simons
Walter Simons (Elberfeld, 24 de setembro de 1861 - Babelsberg, Potsdam, 14 de julho de 1937) foi um político alemão. Ele foi presidente do Supremo Tribunal Alemão (1922-1929). Após a morte de Friedrich Ebert em fevereiro de 1925, ele ocupou o cargo de Presidente da República de Weimar.

## Obras
- Cristianismo e Crime, (1925)
- Religião e Direito (palestras realizadas na Universidade de Uppsala), (1936)
- Pessoas da Igreja e da nação, (1937)